# 聲·夢飛行 First Live On Stage
《聲·夢飛行 First Live On Stage》，為無綫電視歌唱選秀節目《聲夢傳奇》第一季學員畢業演唱會，由星夢娛樂主辦、無綫電視製作，於2021年8月12至15日旺角麥花臣場館舉行，演出藝人包括節目15位參賽者及7位導師。是次演唱會為15位參賽者所參與之首次公開售票演唱會，並由銀迅控股及富邦銀行贊助。
主辦單位原定只設8月14及15日兩場，然而門票於7月28日開賣後半小時內全數售罄，主辦單位遂於其後宣布加開8月12及13日兩場。及後8月13日加場同樣火速售罄。
有鑑於不少觀眾未能成功購票，主辦單位特開設演唱會線上版，予本地及海外觀眾購買網上門票後，於網上直播平台「MiFaShow」上收看演唱會第二至第四場之現場視像直播。
演唱會精華片段安排於2021年8月28日20:30-22:30，以《聲夢傳奇 First Live On Stage》名義於無綫電視翡翠台播出。

## 《聲夢傳奇》第一季學員

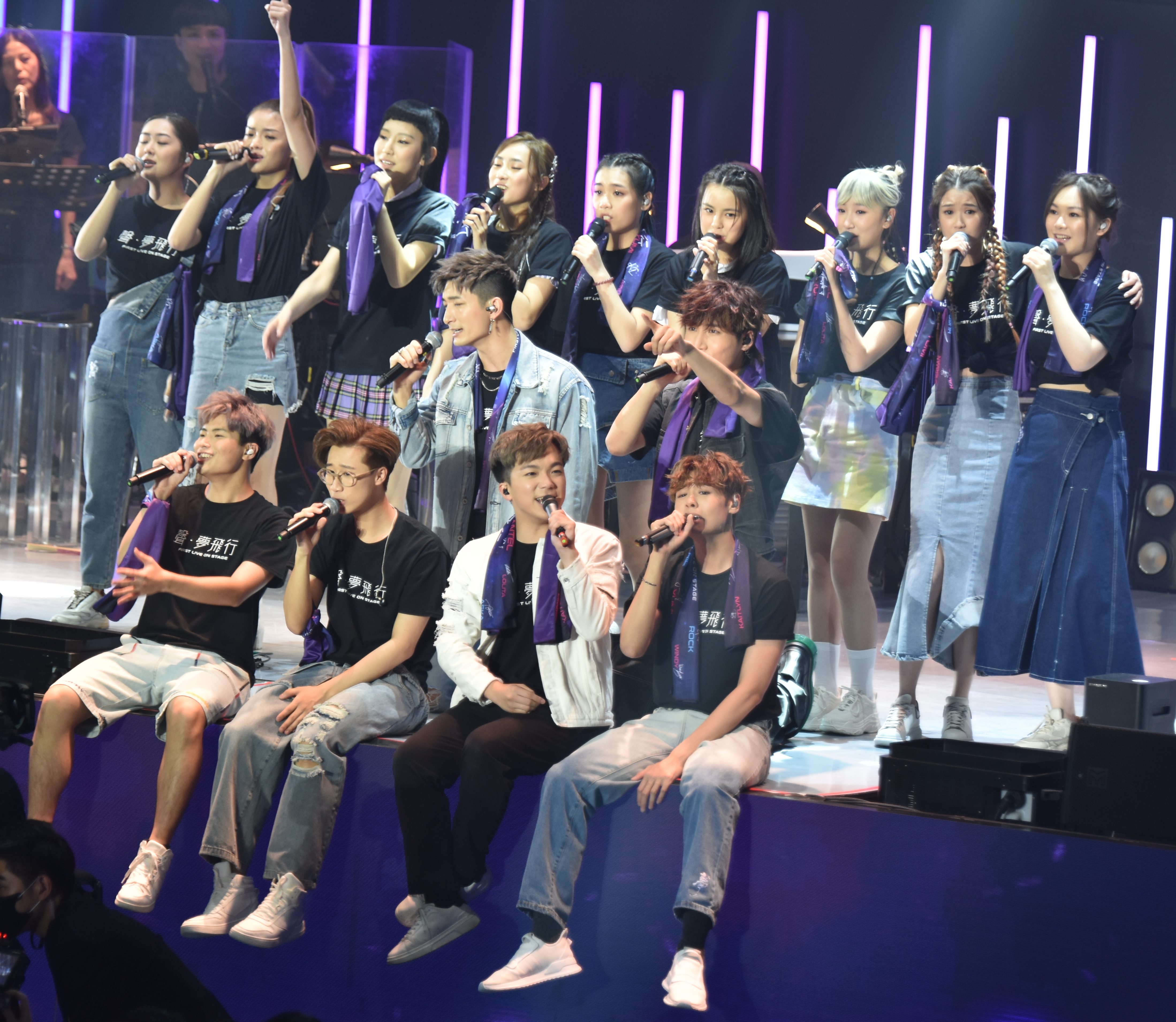
2021年8月15日，《聲夢傳奇》第一季全體學員參與演唱會尾場演出
後排左起：林沚羿、文凱婷、炎明熹、鍾柔美、林君蓮、姚焯菲、詹天文、潘靜文、蔡愷穎
中排左起：張馳豪、黃奕斌
前排左起：孫漢霖、林智樂、何晉樂、冼靖峰

## 司儀
- 8月12日：森美
- 8月13至15日：張馳豪、潘靜文

## 曲目
*粗體為歌手導師
| 次序 | 8月12日                                             | 8月13日                                             | 8月14日                                             | 8月15日                                             |
| ---- | --------------------------------------------------- | --------------------------------------------------- | --------------------------------------------------- | --------------------------------------------------- |
| 1    | 全體學員 《造夢時學會飛行》                         | 全體學員 《造夢時學會飛行》                         | 全體學員 《造夢時學會飛行》                         | 全體學員 《造夢時學會飛行》                         |
| 2    | 全體學員 《全身暑假》                               | 全體學員 《全身暑假》                               | 全體學員 《全身暑假》                               | 全體學員 《全身暑假》                               |
| 3    | 冼靖峰《我懷念的》                                  | 冼靖峰《黑夜不再來》                                | 冼靖峰《黑夜不再來》                                | 冼靖峰《我懷念的》                                  |
| 4    | 冼靖峰、何晉樂《怎麼捨得你》                        | 冼靖峰、何晉樂《青春常駐》                          | 冼靖峰、何晉樂《青春常駐》                          | 冼靖峰、何晉樂《怎麼捨得你》                        |
| 5    | 何晉樂《笑忘書》                                    | 何晉樂《等》                                        | 何晉樂《等》                                        | 何晉樂《笑忘書》                                    |
| 6    | 鍾柔美《狂野之城》                                  | 鍾柔美《狂野之城》                                  | 鍾柔美《狂野之城》                                  | 鍾柔美《狂野之城》                                  |
| 7    | 文凱婷《未知》                                      | 文凱婷《未知》                                      | 文凱婷《未知》                                      | 文凱婷《未知》                                      |
| 8    | 詹天文《Bang Bang》                                 | 詹天文《Bang Bang》                                 | 詹天文《Bang Bang》                                 | 詹天文《Bang Bang》                                 |
| 9    | 鍾柔美、文凱婷、詹天文《跳舞街》                    | 鍾柔美、文凱婷、詹天文《跳舞街》                    | 鍾柔美、文凱婷、詹天文《跳舞街》                    | 鍾柔美、文凱婷、詹天文《跳舞街》                    |
| 10   | 張馳豪《只是太愛你》                                | 張馳豪《只是太愛你》                                | 張馳豪《只是太愛你》                                | 張馳豪《只是太愛你》                                |
| 11   | 蔡愷穎《一》                                        | 蔡愷穎《一》                                        | 蔡愷穎《一》                                        | 蔡愷穎《一》                                        |
| 12   | 林沚羿《如果沒有你》                                | 林沚羿《如果沒有你》                                | 林沚羿《如果沒有你》                                | 林沚羿《如果沒有你》                                |
| 13   | 潘靜文《忍》                                        | 潘靜文《忍》                                        | 林欣彤、潘靜文《忍》                                | 林欣彤、潘靜文《忍》                                |
| 14   | 不適用                                              | 不適用                                              | 林欣彤《林中鳥》                                    | 林欣彤《林中鳥》                                    |
| 15   | 不適用                                              | 不適用                                              | 張馳豪《眼色》                                      | 張馳豪《眼色》                                      |
| 16   | 黃奕斌《我的宣言》                                  | 周柏豪、黃奕斌《我的宣言》                          | 黃奕斌《我的宣言》                                  | 周柏豪、黃奕斌《我的宣言》                          |
| 17   | 不適用                                              | 周柏豪、黃奕斌《甘心替代你》                        | 不適用                                              | 周柏豪、黃奕斌《甘心替代你》                        |
| 18   | 姚焯菲《戀愛預告》                                  | 姚焯菲《戀愛預告》                                  | 姚焯菲《戀愛預告》                                  | 姚焯菲《戀愛預告》                                  |
| 19   | 王灝兒、姚焯菲《矛盾一生》                          | 王灝兒、姚焯菲《矛盾一生》                          | 姚焯菲《矛盾一生》                                  | 不適用                                              |
| 20   | 王灝兒、姚焯菲《逃生門》                            | 王灝兒、姚焯菲《逃生門》                            | 姚焯菲《逃生門》                                    | 姚焯菲《逃生門》                                    |
| 21   | 不適用                                              | 不適用                                              | 衛蘭、姚焯菲《In Love Again 我這樣愛你》            | AGA江海迦、文凱婷《Superman》                       |
| 22   | 不適用                                              | 不適用                                              | 衛蘭《It's OK To Be Sad》                           | AGA江海迦《Tonight》                                |
| 23   | 林智樂《囍帖街》                                    | 林智樂《囍帖街》                                    | 林智樂《囍帖街》                                    | 林智樂《囍帖街》                                    |
| 24   | 孫漢霖《特別的人》                                  | 孫漢霖《特別的人》                                  | 孫漢霖《特別的人》                                  | 孫漢霖《特別的人》                                  |
| 25   | 林君蓮《拋物線》                                    | 林君蓮《拋物線》                                    | 林君蓮《拋物線》                                    | 林君蓮《拋物線》                                    |
| 26   | 孫漢霖、林智樂、林君蓮《洋蔥》                      | 孫漢霖、林智樂、林君蓮《洋蔥》                      | 孫漢霖、林智樂、林君蓮《洋蔥》                      | 孫漢霖、林智樂、林君蓮《洋蔥》                      |
| 27   | 鍾柔美《下一站天后》                                | 鍾柔美《下一站天后》                                | 冼靖峰《餓狼傳說》                                  | 冼靖峰《餓狼傳說》                                  |
| 28   | 何晉樂《李香蘭》                                    | 何晉樂《李香蘭》                                    | 鍾柔美《下一站天后》                                | 鍾柔美《下一站天后》                                |
| 29   | 冼靖峰《餓狼傳說》                                  | 冼靖峰《餓狼傳說》                                  | 何晉樂《李香蘭》                                    | 何晉樂《李香蘭》                                    |
| 30   | 泳兒、冼靖峰《我的回憶不是我的》                    | 泳兒、冼靖峰《我的回憶不是我的》                    | Gin Lee李幸倪、炎明熹《天黑黑》                     | Gin Lee李幸倪、何晉樂《天黑黑》                     |
| 31   | 泳兒《荊棘海》                                      | 泳兒《荊棘海》                                      | Gin Lee李幸倪《日出時讓街燈安睡》                   | Gin Lee李幸倪《日出時讓街燈安睡》                   |
| 32   | 不適用                                              | 不適用                                              | 不適用                                              | 衛蘭、鍾柔美《就算世界無童話》                      |
| 33   | 炎明熹《Bad Romance》                               | 炎明熹《Bad Romance》                               | 炎明熹《Bad Romance》                               | 衛蘭、炎明熹《Million Reasons》                     |
| 34   | 炎明熹《愛情陷阱》                                  | 炎明熹《愛情陷阱》                                  | 炎明熹《愛情陷阱》                                  | 炎明熹《愛情陷阱》                                  |
| 35   | 炎明熹《沒有你還是愛你》                            | 炎明熹《沒有你還是愛你》                            | 炎明熹《沒有你還是愛你》                            | 炎明熹《沒有你還是愛你》                            |
| 36   | 炎明熹、姚焯菲、鍾柔美、詹天文《How You Like That》 | 炎明熹、姚焯菲、鍾柔美、詹天文《How You Like That》 | 炎明熹、姚焯菲、鍾柔美、詹天文《How You Like That》 | 炎明熹、姚焯菲、鍾柔美、詹天文《How You Like That》 |
| 37   | 炎明熹、姚焯菲、鍾柔美、詹天文《Chotto等等》        | 炎明熹、姚焯菲、鍾柔美、詹天文《Chotto等等》        | 炎明熹、姚焯菲、鍾柔美、詹天文《Chotto等等》        | 炎明熹、姚焯菲、鍾柔美、詹天文《Chotto等等》        |
| 38   | 全體學員《拼圖》                                    | 全體學員《拼圖》                                    | 全體學員《拼圖》                                    | 全體學員《拼圖》                                    |

## 出席嘉賓
- 8月12日：許濤、曾志偉、樂易玲、何麗全、2021年度香港小姐競選候選佳麗
- 8月13日：譚詠麟、胡鴻鈞、張頴康、麥雅緻[7]
- 8月15日：曾志偉、何麗全、薛家燕、樂易玲、郭可盈與其女兒、莊思明、周家蔚、袁偉豪、張寶兒、前中國女排代表孫玥[9][10]

## 迴響
演唱會部分演出短片經多家傳媒上載至其YouTube頻道，其中以下短片曾登上YouTube香港區熱門：
- 魔方全媒「“四小花”合體！《聲夢》演唱會JK熱褲上陣熱舞《Chotto等等》| 炎明熹 姚焯菲 鍾柔美 詹天文」[11]（熱門#5）
- 魔方全媒「《聲夢傳奇》演唱會開鑼 | 15學員齊唱《聲夢傳奇》主題曲 ·《造夢時學會飛行》| 2021/08/12《聲夢傳奇》“聲·夢飛行 First Live On Stage”首場」[12]（熱門#24）

演唱會精華片段後於2021年8月28日於翡翠台播出，同日通過官方頻道「聲夢傳奇 STARS ACADEMY」被上載至YouTube，以下片段亦曾登上YouTube香港區熱門：
- 「聲夢傳奇First Live On Stage｜聲夢飛行演唱會精華版PART2｜鍾柔美｜文凱婷｜詹天文」[13]（熱門#2）

## 電視節目的變遷
| 香港 無綫電視翡翠台 2021年8月28日（星期六） 20:30－22:30 | 香港 無綫電視翡翠台 2021年8月28日（星期六） 20:30－22:30 | 香港 無綫電視翡翠台 2021年8月28日（星期六） 20:30－22:30 |
| -------------------------------------------------------- | -------------------------------------------------------- | -------------------------------------------------------- |
|                                                          | 聲夢傳奇 First Live On Stage （2021年8月28日）           |                                                          |
| L風暴 （2021年8月21日）                                  | 兒歌金曲SUMMERFEST （2021年9月4日）                      |                                                          |